# Ernst Flensburg
Ernst Martin Benedict Flensburg i riksdagen kallad Flensburg i Ronneby, född 25 augusti 1851 i Sankt Petri församling, Malmöhus län, död 20 oktober 1917 i Ronneby församling, Blekinge län, var en svensk borgmästare och riksdagspolitiker (högern).
Flensburg blev student vid Lunds universitet 1869, avlade examen till rättegångsverken 1874, blev vice häradshövding 1877, notarie hos överexekutor i Malmö 1879, stadsnotarie där 1882, borgmästare, magistratssekreterare och notarius publicus i Ronneby 1892.
Flensburg var borgmästare i Ronneby stad 1892–1917. Han var ledamot av riksdagens första kammare från 1917, invald i Blekinge läns valkrets. Han avled i Ronneby senare samma år.
Ernst Flensburg var son till riksdagsmannen Theodor Flensburg.